# Dunlop World Challenge Tennis Tournament 2012
Das Dunlop World Challenge Tennis Tournament 2012 war ein Tennisturnier der ATP Challenger Tour 2012 für Herren und ein Tennisturnier des ITF Women’s Circuit 2012 für Damen in Toyota. Die Turniere fanden zeitgleich vom 19. bis zum 25. November 2012 statt.